# Авдеево (Московская область)
Авдеево — деревня в городском округе Зарайск Московской области. До 10 января 2017 года в составе муниципального образования сельское поселение Каринское (до 29 ноября 2006 года была центром Авдеевского сельского округа), деревня связана автобусным сообщением с райцентром и соседними населёнными пунктами, действует Авдеевская средняя общеобразовательная школа.

## География
Авдеево расположено в 10 км на юг от Зарайска, на реке верхний Осётрик, высота центра деревни над уровнем моря — 171 м.

## Численность населения
| 2002 | 2006 | 2010 |
| ---- | ---- | ---- |
| 943  | ↗968 | ↗977 |

## История
Авдеево впервые в исторических документах упоминается в 1529 году; на 1790 год в нём числилось 11 дворов и 161 житель, в 1858 году — 25 дворов и 122 жителя, в 1884 году — 158 жителей. В 1929 году был образован колхоз им. Молотова, с 1950 года в составе колхоза «Вперед», с 1961 года — в составе совхоза «Авдеевский».
Деревянная Никольская церковь в Авдеево известна с 1616 года, возобновлена в 1829 году, сломана в середине XX века.